# Karin Straus
Karin Cornelia Josepha Straus (Roermond, 6 april 1971) is een Nederlands politica voor de VVD. Sinds 1 juli 2025 is zij Eerste Kamerlid. Zij was van 26 oktober 2010 tot 23 maart 2017 lid van de Tweede Kamer. Van 1998 tot en met 2003 zat zij in de gemeenteraad van Roermond. In maart 2010 nam zij wederom plaats in de gemeenteraad van Roermond.

## Biografie
Straus studeerde bestuurs- en organisatiewetenschappen aan de Katholieke Universiteit Nijmegen en  organisatie en management aan de Vrije Universiteit.
Vanaf oktober 2012 was zij woordvoerster voor- en vroegschoolse educatie, primair onderwijs, voortgezet onderwijs, MBO en volwasseneneducatie voor de VVD-fractie in de Tweede Kamer. In 2017 keerde ze niet terug.
Hierna werd ze consultant. In maart 2019 werd Straus verkozen in de Provinciale Staten van Limburg. Ze was, samen met Ger Koopmans, formateur bij de vorming van het extraparlementair college van Gedeputeerde Staten van Limburg. Op 14 februari 2022 verliet ze de Limburgse Staten, omdat ze voorzitter werd van de Algemene Vereniging van Schoolleiders (AVS).
- Parlement.com: vifbi4vlsjys